# Condado de Crawford (Missouri)
O Condado de Crawford é um dos 114 condados do estado americano de Missouri. A sede do condado é Steelville, e sua maior cidade é Steelville. O condado possui uma área de 1 926 km² (dos quais 3 km² estão cobertos por água), uma população de 22 804 habitantes, e uma densidade populacional de 12 hab/km² (segundo o censo nacional de 2000). O condado foi fundado em 1829.